# 4565 Grossman
4565 Grossman је астероид главног астероидног појаса са средњом удаљеношћу од Сунца која износи 2,568 астрономских јединица (АЈ).
Апсолутна магнитуда астероида је 13,0.